# Xã Garfield, Quận Mackinac, Michigan
Xã Garfield (tiếng Anh: Garfield Township) là một xã thuộc quận Mackinac, tiểu bang Michigan, Hoa Kỳ. Năm 2010, dân số của xã này là 1.146 người.